# Nastassja Burnett
Nastassja Burnett (ur. 20 lutego 1992 w Rzymie) – włoska tenisistka.
Pierwszy zawodowy mecz tenisowy rozegrała jako czternastolatka, w 2006 roku, w hiszpańskiej Tortosie, na turnieju rangi ITF. Zagrała tam w turnieju głównym jako „szczęśliwa przegrana”, ale odpadła już w pierwszej rundzie z Rosjanką Anastazją Półtoracką. Rok później, na tym samym turnieju, wygrała kwalifikacje i w turnieju głównym dotarła do półfinału, tym samym wygrywając swoje pierwsze mecze w karierze.
W lipcu 2008 roku otrzymała dziką kartę do udziału w kwalifikacjach turnieju cyklu WTA w Palermo. Zagrała tam w pierwszej rundzie, w której przegrała z Argentynką Jorgeliną Cravero. W następnych latach wielokrotnie brała udział w kwalifikacjach do podobnych turniejów, ale nigdy nie udało jej się awansować do fazy głównej.
Pierwszy turniej rangi ITF wygrała w marcu 2011 roku, we francuskim Amiens, pokonując w finale Paulę Kanię 2:6, 6:1, 6:4. W sumie wygrała sześć turniejów singlowych tej rangi.
W styczniu 2012 roku wzięła udział w kwalifikacjach do wielkoszlemowego Australian Open, ale odpadła w pierwszej rundzie, przegrywając z Madison Brengle. Potem grała także w kwalifikacjach do Roland Garros i Wimbledonu ale też nie udało jej się awansować do turnieju głównego.

## Wygrane turnieje rangi ITF
| turnieje z pulą nagród 100 000 $ |
| turnieje z pulą nagród 75 000 $  |
| turnieje z pulą nagród 50 000 $  |
| turnieje z pulą nagród 25 000 $  |
| turnieje z pulą nagród 15 000 $  |
| turnieje z pulą nagród 10 000 $  |

### Gra pojedyncza
|    | Data       | Turniej                  | Kat. | ($)    | Naw.   | Finalistka            | Wynik         |
| 1. | 20/03/2011 | Amiens                   | ITF  | 10 000 | ziemna | Paula Kania           | 2:6, 6:1, 6:4 |
| 2. | 31/07/2011 | Ołomuniec                | ITF  | 50 000 | ziemna | Eva Birnerová         | 6:1, 6:3      |
| 3. | 06/08/2011 | Monteroni                | ITF  | 25 000 | ziemna | Anna-Giulia Remondina | 6:3, 7:6(7)   |
| 4. | 02/10/2011 | Madryt                   | ITF  | 25 000 | ziemna | Paula Ormaechea       | 6:2, 6:3      |
| 5. | 13/04/2015 | Santa Margherita di Pula | ITF  | 10 000 | ziemna | Alice Balducci        | 6:2, 6:2      |
| 6. | 24/04/2016 | Heraklion                | ITF  | 10 000 | twarda | Diāna Marcinkēviča    | 6:4, 7:6(4)   |